# Mousson (Cher)
Der Mousson ist ein kleiner Fluss im südlichen Zentrum von Frankreich, der im Département Puy-de-Dôme der Region Auvergne-Rhône-Alpes  südlich der Stadt Montluçon verläuft. Bei seiner Mündung stößt er an die Grenze zum benachbarten Département Creuse in der Region Nouvelle-Aquitaine.

## Geografie

### Verlauf
Der Mousson entspringt im nördlichen Gemeindegebiet von Espinasse, entwässert generell Richtung Nordwest durch die Landschaft Combraille und mündet nach rund 16 Kilometern im Gemeindegebiet von Château-sur-Cher als rechter Nebenfluss in den Cher. Der Mousson ändert in seinem Verlauf mehrfach seinen Namen. Im Oberlauf nennt er sich Ruisseau de la Ganne de Chazelle, im Mittelteil Ruisseau de Mazan und erst im Unterlauf nimmt er seinen definitiven Namen an.

### Orte am Fluss
(Reihenfolge in Fließrichtung)
- Les Prugnes, Gemeinde Espinasse
- Espinasse
- Chazelle, Gemeinde Saint-Maigner
- Espanges, Gemeinde Bussières
- Mazan, Gemeinde Saint-Hilaire
- Les Brégiroux, Gemeinde Saint-Maurice-près-Pionsat
- Château-sur-Cher
- Pont Triphol, Gemeinde Château-sur-Cher